# Night Gallery
Night Gallery este un serial de antologie⁠(d) american. Difuzat pe NBC în perioada 16 decembrie 1970 - 27 mai 1973, serialul era cunoscut pentru poveștile sale de groază⁠(d). Rod Serling, fost prezentator al serialului Zona crepusculară, a fost atât gazdă, cât și contribuitor la majoritatea scenariilor. Serling a considerat Night Gallery drept o extensie logica a serialului Zona crepusculară, însă deși ambele abordau subiecte de fantezie întunecată, primul se concentra pe fenomenele supranaturale, iar cel din urmă pe teme științifico-fantastice.

## Format
Serling apare într-o galerie de artă și prezintă poveștile macabre din spatele fiecărui episod prin intermediul unor picturi de artiștii Thomas J. Wright și Jaroslav „Jerry” Gebr. Acesta își începe episoadele cu următoarea introducere: „Bună seara și bine ați venit la o expoziție privată cu trei picturi, expuse aici pentru prima dată. Fiecare dintre acestea este o piesă de colecție în felul său – nu din cauza vreunei calități artistice deosebite, ci pentru că surprinde pe pânză, prins în timp și spațiu, un moment înghețat al unui coșmar.” Night Gallery a prezentat în mod regulat adaptări atât ale poveștilor fantastice clasice ale unor autori precum H.P. Lovecraft, cât și ale unor lucrări originale, multe dintre ele scrise de Serling.
În timpul celui de-al doilea sezon, serialul a început să folosească schițe⁠(d) originale cu benzi desenate între segmentele mai lungi din unele episoade. Rod Serling s-a opus vehement prezenței lor în emisiune și, prin urmare, unele nu au introducerea lui Serling. Acesta a declarat: „Am crezut că [schițele] au distorsionat firul a ceea ce încercăm să facem în Night Gallery. Nu cred că-l putem prezenta pe Edgar Allan Poe și apoi să revenim la Flip Wilson⁠(d) timp de 34 de secunde. Pur și simplu nu cred că se potrivesc.” Aceste tipuri de segmente au fost utilizate mai rar în ultimele două sezoane.
Serialul a fost introdus cu un film pilot⁠(d) difuzat pe 8 noiembrie 1969 și a prezentat debutul regizoral al lui Steven Spielberg, precum și una dintre ultimele apariții ale actriței Joan Crawford.
Night Gallery a făcut inițial parte dintr-o antologie rotativă intitulată Four in One⁠(d). Acest serial de televiziune din 1970–1971 a cuprins patru emisiuni separate, inclusiv McCloud⁠(d), SFX (San Francisco International Airport⁠(d)) și The Psychiatrist⁠(d). Două dintre acestea, Night Gallery și McCloud, au fost reînnoite pentru sezonul 1971–1972, McCloud devenind cel mai popular și cel mai lung dintre cele patru.

## Muzica
Serialul a utilizat diverși compozitori. Coloana sonoră originală și muzica de fundal au fost compuse de Billy Goldenberg⁠(d), iar coloana sonoră a primelor două sezoane a fost compusă de Gil Mellé⁠(d). Acesta este considerată una dintre primele introduceri care au folosit instrumente electronice. Pentru cel de-al treilea sezon, melodia lui Mellé a fost înlocuită cu o piesă orchestrală de Eddie Sauter⁠(d). În prezent, nicio muzică din serial nu a fost lansată în vederea comercializării.

## Producție
Serling a scris majoritatea scenariilor, inclusiv „Camera Obscura” (bazat pe o nuvelă de Basil Copper⁠(d)), „The Caterpillar” (bazat pe o nuvelă de Oscar Cook⁠(d)), „Class of '99”, „Cool Air⁠(d)” (bazat pe o nuvelă de H.P. Lovecraft), „The Doll”, „Green Fingers”, „Lindemann's Catch” și „The Messiah on Mott Street” (influențat de povestire „Angel Levine” a lui Bernard Malamud). 
Robert Bloch a scris două scenarii pentru serial: „Logoda's Heads” (bazată pe povestea lui August Derleth) și „Last Rites for a Dead Druid” (inițial o adaptare a lucrării „Out of the Aeons⁠(d)” de H.P. Lovecraft și Hazel Heald); cu toate acestea, scenariul lui Bloch nu a fost folosit, iar episodul a fost rescris și redenumit.

## Premii
Night Gallery a fost nominalizat la un premiu Emmy pentru episodul „They're Tearing Down Tim Riley's Bar” din primul sezon la categoria cel mai bun program single la televiziunea americană în 1971. În 1972, serialul a primit o altă nominalizare la categoria cel mai bun machiaj pentru episodul „Pickman's Model⁠(d)” din al doilea sezon. Serling însuși a primit un premiu Edgar Allan Poe pentru scenariul episodului pilot.

## Redifuzare
Pentru a crește numărul de episoade disponibile pentru redifuzare, episoadele de 60 de minute au fost reeditate și scurtate la 30 de minute, cu multe segmente eliminate, iar altele au fost extinse prin inserarea de scene reciclate sau filmări de stoc. În cartea lor Rod Serling's Night Gallery: An After-Hours Tour, autorii Scott Skelton și Jim Benson identifică 39 din cele 98 de segmente individuale care au fost produse pentru Night Gallery ca fiind „sever modificate” pentru redifuzare. Douăzeci și cinci de episoade dintr-un alt serial supranatural din 1972, The Sixth Sense⁠(d), au fost adăugate în versiunea redifuzată, Serling realizând introduceri noi pentru acele episoade.
Versiunea originală, netăiată și needitată a serialului cu durată de o oră (și fără episoadele suplimentare Sixth Sense) a fost difuzată de canalul de televiziune Encore Mystery⁠(d) a rețelei STARZ!⁠(d). Emisiunea a fost difuzată în format de 30 de minute în unele piețe prin intermediul rețelei de televiziune Retro TV în trecut.
MeTV⁠(d) a avut drepturi de difuzare pentru Night Gallery și a difuzat emisiunea în formatul editat de 30 de minute, inclusiv episoadele editate ale serialului The Sixth Sense.
Între 21 mai și 23 mai 2016, rețeaua digitală de televiziune Decades⁠(d) a difuzat un maraton al serialului.
Pe 6 decembrie 2018, Syfy a anunțat că intenționează să redifuzeze Night Gallery.
Pe 6 aprilie 2020, Comet TV⁠(d) a început să difuzeze emisiunea.